# Calectasia
Calectasia là một chi thực vật có hoa trong họ Dasypogonaceae, đặc hữu tây nam Tây Úc, Australia.

## Các loài
- Calectasia browneana Keighery, K.W.Dixon & R.L.Barrett
- Calectasia cyanea R.Br.
- Calectasia gracilis Keighery
- Calectasia grandiflora L.Preiss
- Calectasia hispida R.L.Barrett & K.W.Dixon
- Calectasia intermedia Sond.
- Calectasia keigheryi R.L.Barrett & K.W.Dixon
- Calectasia narragara R.L.Barrett & K.W.Dixon
- Calectasia obtusa R.L.Barrett & K.W.Dixon
- Calectasia palustris R.L.Barrett & K.W.Dixon
- Calectasia pignattiana K.W.Dixon & R.L.Barrett